# Youngia heterophylla
Youngia heterophylla là một loài thực vật có hoa trong họ Cúc. Loài này được (Hemsl.) Babc. & Stebbins miêu tả khoa học đầu tiên năm 1937.